# Truckdator

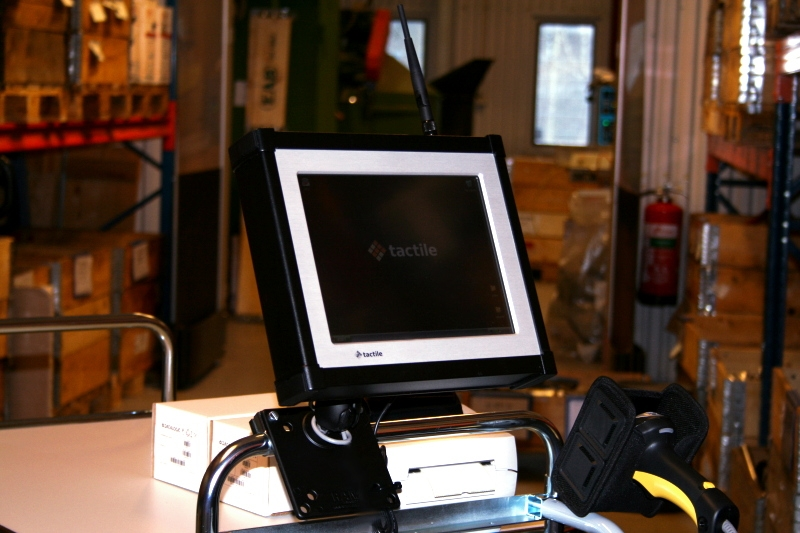
Truckpc monterad på plockvagn

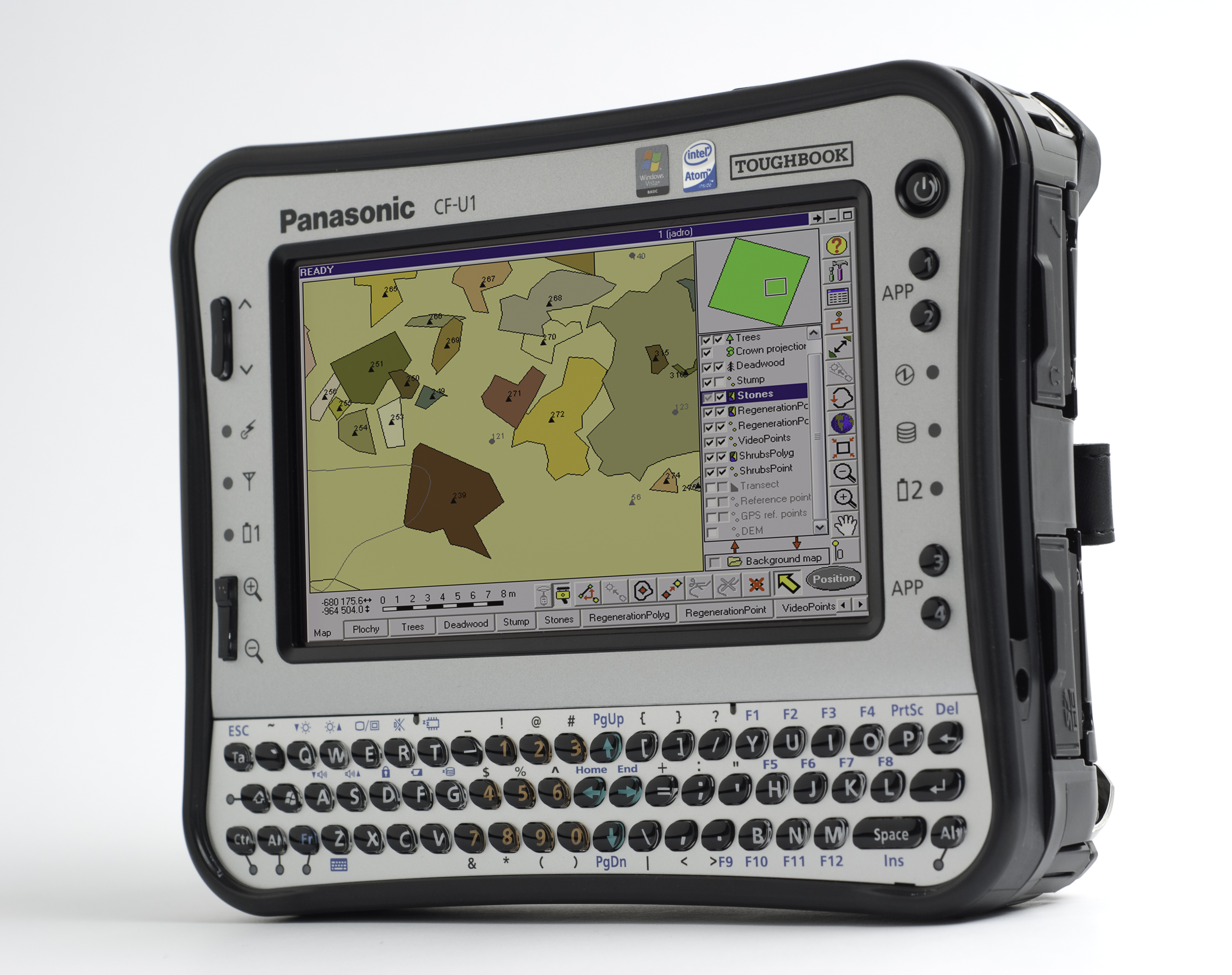
Truckdator : robust, tålig eller ruggad dator

En truckdator, truckpc, eller truckterminal, som den ibland kallas, är en dator anpassad för att användas i tuffa miljöer. En truckdator är jämförbar med en vanlig dator men det finns stora skillnader. En vanlig dator fungerar bra på ett kontor medan en truckdator tål mer extrema miljöer. Truckdatorn är ofta IP-klassad och tål stora temperaturskillnader, vibrationer, stötar och andra yttre påfrestningar.

## Användningsområden
En truckdator sitter ofta monterad i tuffare miljöer, på en truck i ett lager, en hamn, eller annan logistikmiljö. Ofta kopplar truckföraren upp sig på företagets affärssystem för att få information om lagret. Truckdatorn kommunicerar trådlöst så att ett logistiksystem kan ge en truckförare aktuella lagersaldon, arbetsuppgifter om vad som skall plockas samt aktuella hyllplatser. Truckdatorer ersätter manuella plocklistor eller fasta datorinstallationer i lagermiljön.

## Industrikomponenter
En robust och tålig truckdator är tillverkad av industrikomponenter som håller hög kvalitet och höjer därmed komponenternas och truckdatorns livslängd. Ett exempel är flashminnet som finns av kategorin ”Industrial Grade” och har en mycket längre livslängd än en konsumentprodukt som till exempel används i en vanlig kamera. Flashminnet av industristandard innehåller speciella kretsar som fördelar lagring över skrivytan på ett bättre sätt som ger flashminnet längre livslängd i jämförelse med andra. Det är viktigt i många sammanhang till exempel om Windows XP Pro körs i truckdatorn, som skriver mycket på minnet.

## Livslängd
Tillverkare av industrikomponenter garanterar att produkterna fortfarande finns tillgängliga under längre tid, alternativt att det finns en likvärdig produkt även efter 5-8 år. En truckdator beräknas ha en livslängd på minst fem år, vilket är möjligt med den höga kvaliteten på de ingående komponenterna samt att de finns tillgängliga under längre tid.